# تدی رینر
تدی پیر ماری رینر (تلفظ فرانسوی: [tɛ.di/te.di ʁi.nœʁ]؛ (زاده ۷ آوریل ۱۹۸۹) جودوکار فرانسوی است. او هشت قهرمانی جهان مدال طلا، و اولین و تنها جودوکار مرد موفق به کسب انجام این کار شد، همچنین مدال طلای المپیک را به دست آورد. او همچنین چهار مدال طلا در مسابقات قهرمانی اروپا به دست آورد. او یک عضو از باشگاه ورزشی لوالوآ در Levallois-Perret، فرانسه است. / تدی رینر جزء ۱۰ جودوکار برتر تاریخ جودو جهان است. طلای جهانی ۲۰۱۷ و طلای المپیک ۲۰۱۶ ریو رو همن در کارنامه خود دارد.
وی در ۲۸ ژانویه ۲۰۲۵ اعلام کرد که پس از بازی‌های المپیک ۲۰۲۸ خداحافظی خواهد کرد.